# 宋子贤
宋子贤，幻术家。隋朝唐县人。善于摆弄幻术，每天夜里在楼上放出光亮。能变作佛的形状，自称是弥勒佛出世，使远近的人相信从而被迷惑。聚众千百人，于是打算作乱。当时隋炀帝正在高阳（故属瀛州），宋子贤打算举兵袭击乘舆。事情泄露，宋子贤被杀，被连坐者一千多家。
（页面存档备份，存于）

## 古籍记载
《广古今五行记》
隋炀帝大业九年，唐县人宋子贤善为幻术。每夜楼上有光明，能变作佛形，自称弥勒佛出世。又悬镜于堂中，壁上尽为兽形。有人来礼谒者，转其镜，遣观来生像，或作蛇兽形。子贤辄告之罪业。当更礼念，乃转人形示之。远近惑信，聚数千百人，遂潜作乱。事泄。官捕之。夜至，绕其所居。但见火坑，兵不敢进。其将曰：“此地素无坑，止妖妄耳。”及进，复无火，遂擒斩之。